# Snaefell
Snaefell je hora na ostrově Man, jenž leží v Irském moři mezi Anglií, Skotskem, Irskem a Walesem. S nadmořskou výškou 620 metrů je nejvyšší horou Manu a také jedinou manskou horou vyšší než 2000 stop.

## Vrchol
Na vrcholu se nachází stanice horské železnice, kavárna a několik vysílačů, na nejvyšším místě je geodetický bod a mohyla. Podle legendy lze z vrcholu vidět 6 království: království Man, království Skotské, Anglické, Irské, Waleské a království nebeské. Některé verze ještě přidávají sedmé království – království mořské, resp. Neptunovo.

## Galerie

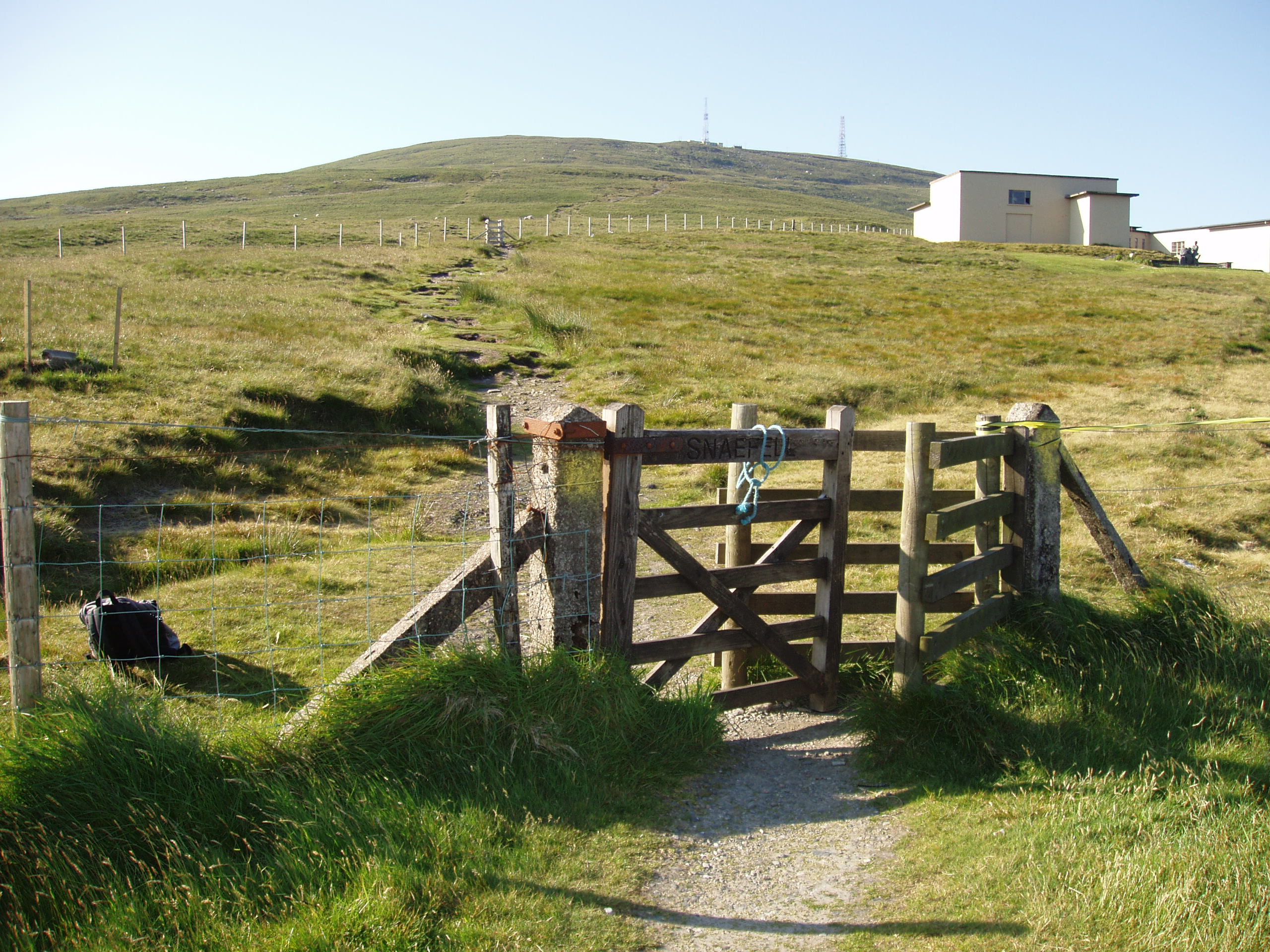
Cesta na vrchol

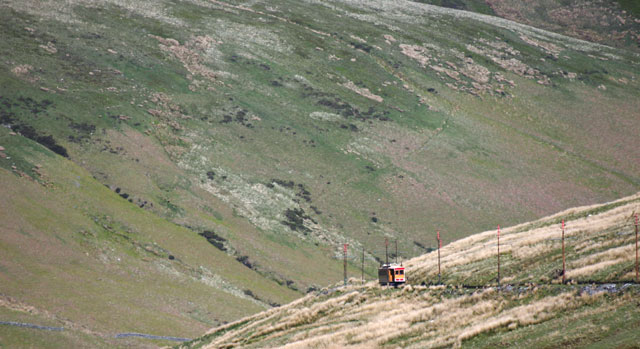
Horská železnice na úbočí Snaefellu

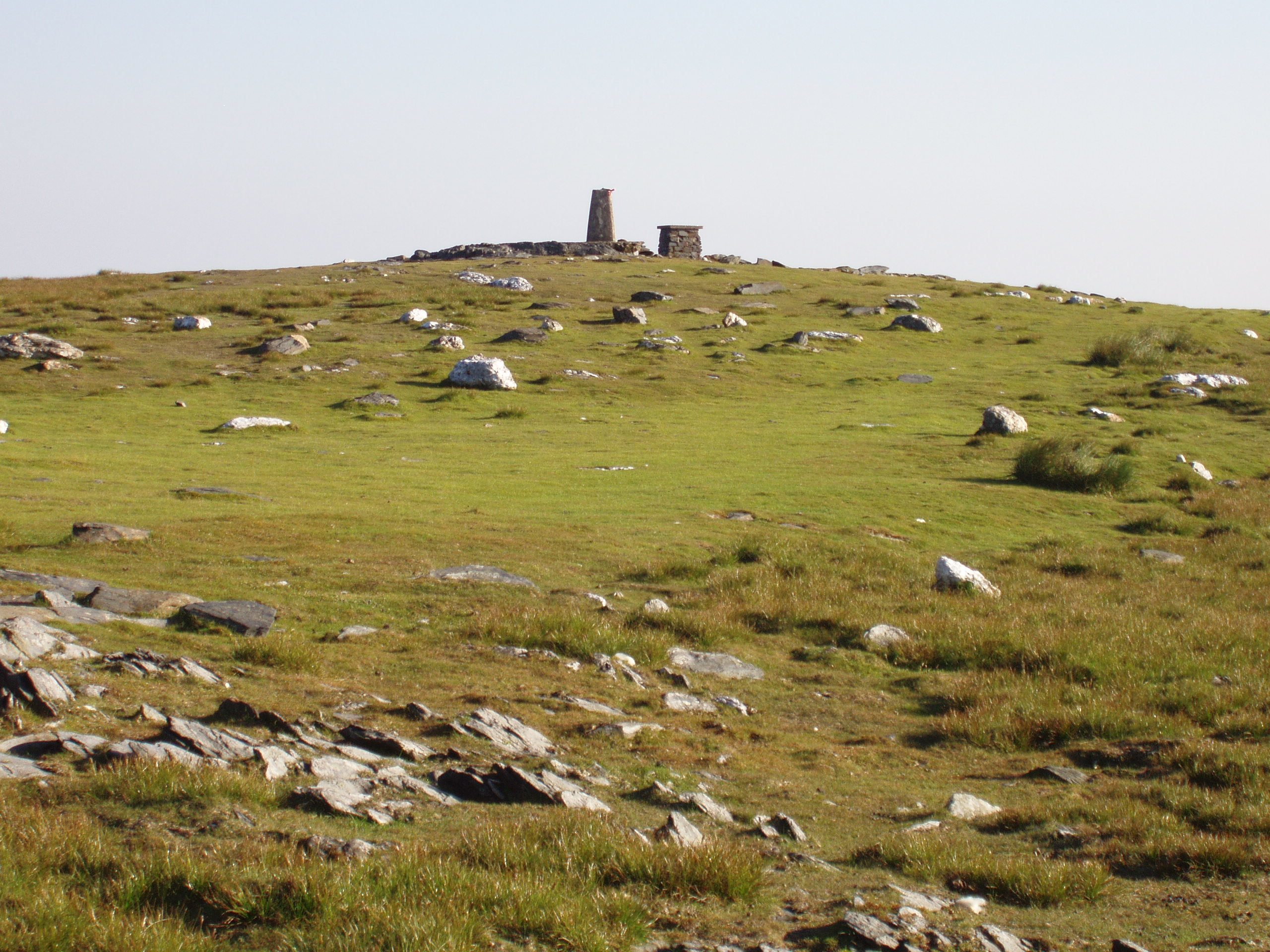
Geodetický bod a mohyla

- Obrázky, zvuky či videa k tématu Snaefell na Wikimedia Commons